# Storbritanniens herrlandslag i fotboll
Storbritanniens herrlandslag i fotboll representerade Storbritannien vid de olympiska fotbollsturneringarna åren 1908–1972. Storbritannien vann OS-turneringen både 1908 på hemmaplan och 1912 i Sverige. Efter 1972 deltog inte Storbritannien med något lag i OS-fotbollen förrän på hemmaplan i London vid OS 2012, då man ställde upp med både ett herr- och ett damlandslag.
I VM och EM har Storbritannien aldrig haft något landslag, dock har detta diskuterats flera gånger. Där spelar de brittiska riksdelarna England, Nordirland, Skottland och Wales för sig.

## Matchställ
| Lagfärger · Lagfärger · Lagfärger · Lagfärger · Lagfärger | Lagfärger · Lagfärger · Lagfärger · Lagfärger · Lagfärger | Lagfärger · Lagfärger · Lagfärger · Lagfärger · Lagfärger | Lagfärger · Lagfärger · Lagfärger · Lagfärger · Lagfärger |
| 1947                                                      | 1955                                                      | Hemmaställ OS 2012                                        | Bortaställ OS 2012                                        |